# 福島県立勿来工業高等学校
福島県立勿来工業高等学校（ふくしまけんりつ なこそこうぎょうこうとうがっこう）は、福島県いわき市植田町堂ノ作にある県立高等学校。

## 概要
旧勿来市に存在している学校である。いわき市発足後、市内に公立工業高校が福島県立平工業高等学校と2校存在したまま今日に至る。愛称は「なこう」など。特に市内では就職率が高いことで知られている。

## 沿革
- 1958年4月 - 福島県立磐城農業高等学校機械科として設置。
- 1961年4月 - 福島県立勿来工業高等学校として分離創立。
- 2010年6月 - NPO法人のボランティア活動、ペットボトルキャップ回収の累計数が109万個達成。

## 設置学科
- 全日制課程
  - 機械科
  - 建築科
  - 工業化学科
  - 電気科

## 部活動
- ウエイトリフティング
- 野球部
- サッカー部
- 柔道部
- 剣道部
- 吹奏楽部
- 茶道部
- 陸上部
- テニス部
- ソフトテニス部
- 空手部
- バドミントン部
- 卓球部
- 水泳部
- 自動車部

## 交通
- JR常磐線植田駅下車。徒歩10分
- 新常磐交通「勿来工業前」下車すぐ

## 著名な出身者
- 村西とおる - AV監督、実業家
- 小松聖 - プロ野球、オリックス・バファローズ（投手。引退後は投手コーチを経てスカウトに）
- 平子祐希 - お笑い芸人　アルコ&ピース、ボケ担当
- 田頭弘毅 - 重量挙げ選手、シドニーオリンピック日本代表